# ミゲル・アティエンサ
ミゲル・アンヘル・アティエンサ・ビジャ（Miguel Ángel Atienza Villa . 1999年5月27日 - ）は、スペイン・マドリード州マドリード出身のサッカー選手。セグンダ・ディビシオン・ブルゴスCF所属。ポジションはMF。

## クラブ経歴
カンテラ時代をCFフエンラブラダで過ごし、2017年にトップチームに昇格。同年1月29日のセグンダ・ディビシオンBのCDAナバルカルネロ戦でプロデビュー。
2018年4月27日、SDエイバルと4年契約を締結し、傘下のCDビトリアに配属。下部リーグ戦53試合に出場し、2020年1月にトップチームに昇格。4日のバレンシアCF戦でラ・リーガ初出場を果たした。
2022年7月8日、ブルゴスCFに2年契約で移籍した。